# Mark Wilkerson
Mark Wilkerson, nasceu 06 de setembro de 1976 em Enterprise, Alabama, é o vocalista e guitarrista da banda de rock Course of Nature (Curso da Natureza em português).
Em 19 de julho de 2003, Wilkerson casou-se com  Melissa Joan Hart. Eles agora têm dois filhos: Walter Martins (nascido em 11 janeiro, 2006) e Braydon Hart (nascido em 12 março, 2008).
Ele co-escreveu a canção "It's Not Over", que foi lançada como single e como a faixa de abertura do álbum homônimo de Daughtry. Em 06 de dezembro de 2007, a canção ganhou a ele e os outros co-autores a nomeação para Melhor Canção Rock para o 50th Annual Grammy Awards.
Em 03 de maio de 2007 Mark deu um concerto para ajudar a Enterprise High School, dois dias depois de uma violenta tempestade que destruiu a escola e matou oito estudantes.

## Filmografia
- Tying the Knot: The Wedding of Melissa Joan Hart [2003] [TV] ... Ele mesmo
- Sabrina The Teenage Witch ... Ele mesmo

## Premios e indicações
| Premio                                               |
| ---------------------------------------------------- |
| Melhor Canção de Rock pelo 50th Annual Grammy Awards |
| Nomeado por "It's Not Over"                          |